# Кратеропа руда
Кратеро́па руда (Argya rubiginosa) — вид горобцеподібних птахів родини Leiothrichidae. Мешкає в Східній Африці.

## Опис
Довжина птаха становить 19-23 см. Верхня частина тіла оливково-коричнева. нижня частина тіла руда. Дзьоб оливково-коричневий або зеленуватий, лапи сіро-коричневі.

## Підвиди
Виділяють чотири підвиди:
- A. r. sharpii Ogilvie-Grant & Reid, 1901 — південно-східна Ефіопія і внутрішні райони північно-східної Кенії;
- A. r. rubiginosa (Rüppell, 1845) — від Південного Судану до центральної і південної Ефіопії, Кенії (за винятком південного і північного сходу) і Уганди);
- A. r. heuglini Sharpe, 1883 — південне Сомалі, південно-східна Кенія і східна Танзанія;
- A. r. emini Reichenow, 1907 — північна Танзанія.

## Поширення і екологія
Руді кратеропи мешкають в Південному Судані, Ефіопії, Сомалі, Кенії, Танзанії і Уганді. Вони живуть в сухих саванах, на луках, пасовищах, в чагарникових заростях і садах. Зустрічаються на висоті до 2000 м над рівнем моря. Живляться безхребетними, зокрема термітами. Шукають здобич на землі. Розмножуються протягом всього року. В кладці від 3 до 4 яєць.